# ریچارد اتینگهاوزن

ریچارد اتینگهاوزن

ریچارد اتینگهاوزن (آلمانی: Richard Ettinghausen؛ زادهٔ ۵ فوریه ۱۹۰۶ - درگذشتهٔ ۲ آوریل ۱۹۷۹) تاریخ‌دان آلمانی-آمریکایی در زمینه هنر اسلامی و سرنمایشگاه‌گردان نگارخانه هنر فریر بود.

## تحصیلات
اتینگهاوزن در فرانکفورت آلمان به دنیا آمد. او در سال ۱۹۳۱ پی‌اچ‌دی اش را در زمینه تاریخ اسلام و تاریخ هنر از دانشگاه فرانکفورت دریافت کرد.

## فعالیت حرفه‌ای
از سال ۱۹۲۹ تا ۱۹۳۱، بر روی مجموعهٔ آثار اسلامی در موزه بودهٔ برلین تحت مدیریت ارنست کونل و جمع‌کننده/ باستان‌شناس فردریش ساره کار کرد.
در سال ۱۹۳۴، به دنبال رشد و ظهور نازیسم، ابتدا به بریتانیای کبیر و سپس به ایالات متحدهٔ آمریکا، جایی که به کارمندان آرتور افام پوپ در مؤسسه باستان‌شناسی و هنرهای ایرانی در نیویورک پیوست، مهاجرت کرد. از سال ۱۹۳۷ تا ۱۹۳۸ او اولین کلاسش را در مؤسسه هنرهای زیبا در دانشگاه نیویورک تدریس کرد. در همان سال به سمت دانشیار دانشگاه میشیگان منصوب شد.
در سال ۱۹۴۴، اتینگهاوزن میشیگان را به قصد پیوستن به نگارخانهٔ هنر فریر ترک کرد. یک سال بعد با مورخ هنر، الیزابت اسگالیتزر ازدواج کرد. او همچنین در دانشگاه پرینستون تدریس کرد. در سال ۱۹۶۱ به سمت سرنمایشگاه‌گردان در فریر منصوب گشت. در طی تصدی شغلش در فریر، او مجموعه را به یکی از بهترین مجموعه‌های هنر اسلامی در دنیا تبدیل کرد. در سال ۱۹۶۶ اتینگهاوزن فریر را برای سمت کرسی هاگوب کورکیان استاد هنرهای اسلامی در مؤسسهٔ هنرهای زیبای دانشگاه نیویورک ترک کرد. در همان سال به همراه آر. بیلی ویندر، مورخ خاورمیانه، مرکز کورکیان را در دانشگاه نیویورک بنیان گذاشتند. سه سال بعد، او مشاور مدیر بخش اسلامی موزهٔ هنر متروپولیتن شد.
اتینگهاوزن بر اثر سرطان در مرسر، نیوجرسی درگذشت. به افتخار او نامش بر کتابخانه مرکز کورکیان گذاشته شد.